# Atari XE Video Game System
L'Atari XE Video Game System (Atari XEGS) est une console de jeux vidéo commercialisée par Atari Corporation en 1987. Elle est basée sur l'architecture de l'ordinateur 8-bit Atari 65XE et compatible avec la gamme de logiciels et jeux pour ordinateurs 8-bit d'Atari. La console est bien-sûr capable d'agir en tant que console de jeux, mais aussi en tant qu'ordinateur personnel via le branchement d'un clavier de la gamme Atari XEGS. En mode ordinateur personnel, l'Atari XEGS peut utiliser la majorité des périphériques commercialisés pour la gamme des ordinateurs 8-bit d'Atari. La console a été commercialisée en version standard comprenant la console et un joystick et en version deluxe avec en plus un clavier et un pistolet optique,,.

## Description

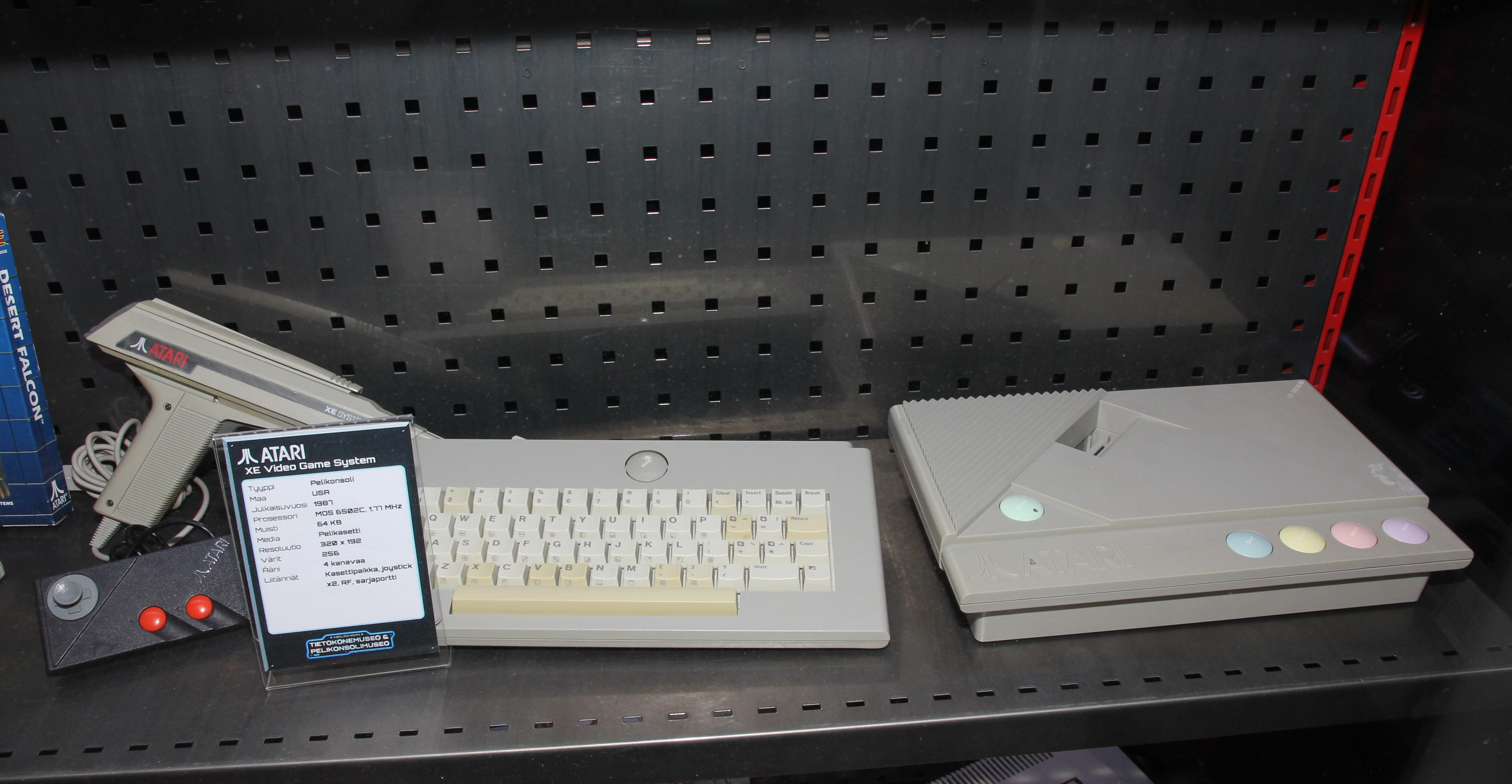
L'Atari XE Video Game System, avec ses accessoires dédiés.

## Liste de jeux vidéo
Les titres annoncés entre guillemets appartiennent à la gamme précédente de la série Atari 800XL. Ils sont désignés sobrement avec le nom du jeu imprimé orange sur fond ombre tandis que les cartouches de jeux XE présentent une illustration encadrée de bleu azur.
- Ace of Aces
- Airball
- Archon: The Light and the Dark
- « Asteroids »
- Ballblazer
- Barnyard Blaster
- Battlezone
- Blue Max
- Bug Hunt
- Choplifter
- Crime Buster
- Crossbow
- Crystal Castles
- Dark Chambers
- David's Midnight Magic
- Desert Falcon
- « Dig Dug »
- Donkey Kong
- Eastern Front
- Fight Night
- Flight Simulator II
- Food Fight
- Gato
- HardBall!
- Into the Eagle's Nest
- « Joust »
- Karateka
- Lode Runner
- Mario Bros.
- « Millipede »
- Necromancer
- One on One: Dr. J vs. Larry Bird
- « Pac Man »
- Rescue on Fractalus!
- Star Raiders II
- Summer Games
- Thunderfox